# Chilca (Cañete)
Chilca es localidad peruana, capital del distrito homónimo, ubicado en el provincia de Cañete en el departamento de Lima. Se encuentra a una altitud de 17 m s. n. m. Tenía una población de 10,174 hab. en 2013.

## Clima
| Parámetros climáticos promedio de Chilca | Parámetros climáticos promedio de Chilca | Parámetros climáticos promedio de Chilca | Parámetros climáticos promedio de Chilca | Parámetros climáticos promedio de Chilca | Parámetros climáticos promedio de Chilca | Parámetros climáticos promedio de Chilca | Parámetros climáticos promedio de Chilca | Parámetros climáticos promedio de Chilca | Parámetros climáticos promedio de Chilca | Parámetros climáticos promedio de Chilca | Parámetros climáticos promedio de Chilca | Parámetros climáticos promedio de Chilca | Parámetros climáticos promedio de Chilca                   |
| Mes                                      | Ene. | Feb.                                     | Mar.                                     | Abr.                                     | May.                                     | Jun.                                     | Jul.                                     | Ago.                                     | Sep.                                     | Oct.                                     | Nov.                                     | Dic.                                     | Anual                                                      |
| ---------------------------------------- | --- | ---------------------------------------- | ---------------------------------------- | ---------------------------------------- | ---------------------------------------- | ---------------------------------------- | ---------------------------------------- | ---------------------------------------- | ---------------------------------------- | ---------------------------------------- | ---------------------------------------- | ---------------------------------------- | ---------------------------------------------------------- |
| Temp. máx. media (°C)                    | 27.5 | 28                                       | 28.v                                     | 26.5                                     | 23                                       | 20                                       | 19                                       | 19                                       | 19.5                                     | 21.5                                     | 23                                       | 25                                       | Expresión errónea: palabra «v» desconocida                 |
| Temp. media (°C)                         | 22.6 | 23.7                                     | 23.2                                     | 21.6                                     | 19                                       | 17.3                                     | 16.4                                     | 16.3                                     | 16.7                                     | 17.7                                     | 19.1                                     | 20.8                                     | 19.5                                                       |
| Temp. mín. media (°C)                    | style="border-left-width:medium; background:#000000;color:#Expresión errónea: carácter de puntuación «:» desconocido.;font-size:85%;text-align:center;" \| 18.5:,v | 19                                       | 18.5.v                                   | 17                                       | 15.5                                     | 14                                       | 13.5                                     | 13                                       | 13.5                                     | 14                                       | 15.5                                     | 16.5                                     | Expresión errónea: carácter de puntuación «:» desconocido. |
| Fuente n.º 1: Accuweather                | |                                          |                                          |                                          |                                          |                                          |                                          |                                          |                                          |                                          |                                          |                                          |                                                            |
| Fuente n.º 2: climate-data.org           | |                                          |                                          |                                          |                                          |                                          |                                          |                                          |                                          |                                          |                                          |                                          |                                                            |